# Campimia
Campimia é um género botânico pertencente à família Melastomataceae.